# Le Crestet
Le Crestet ist eine französische Gemeinde im Département Ardèche in der Region Auvergne-Rhône-Alpes. Sie gehört zum Kanton Haut-Vivarais im Arrondissement Tournon-sur-Rhône. Sie grenzt im Norden an Arlebosc, im Nordosten an Boucieu-le-Roi, im Osten an Colombier-le-Jeune (Berührungspunkt), im Südosten an Gilhoc-sur-Ormèze, im Südwesten an Lamastre und im Westen an Empurany. Im südwestlichen Zipfel der Gemeindegemarkung liegt der Ortsteil Monteil. Die Bewohner nennen sich Crestois oder Crestoises.

## Bevölkerungsentwicklung
| Jahr                       | 1962 | 1968 | 1975 | 1982 | 1990 | 1999 | 2008 | 2014 |
| -------------------------- | ---- | ---- | ---- | ---- | ---- | ---- | ---- | ---- |
| Einwohner                  | 404  | 415  | 405  | 436  | 515  | 510  | 535  | 526  |
| Quellen: Cassini und INSEE |      |      |      |      |      |      |      |      |

## Sehenswürdigkeiten
- Flurkreuze, Monuments historiques
- Kirche Saint-Pierre in Monteil, Monument historique

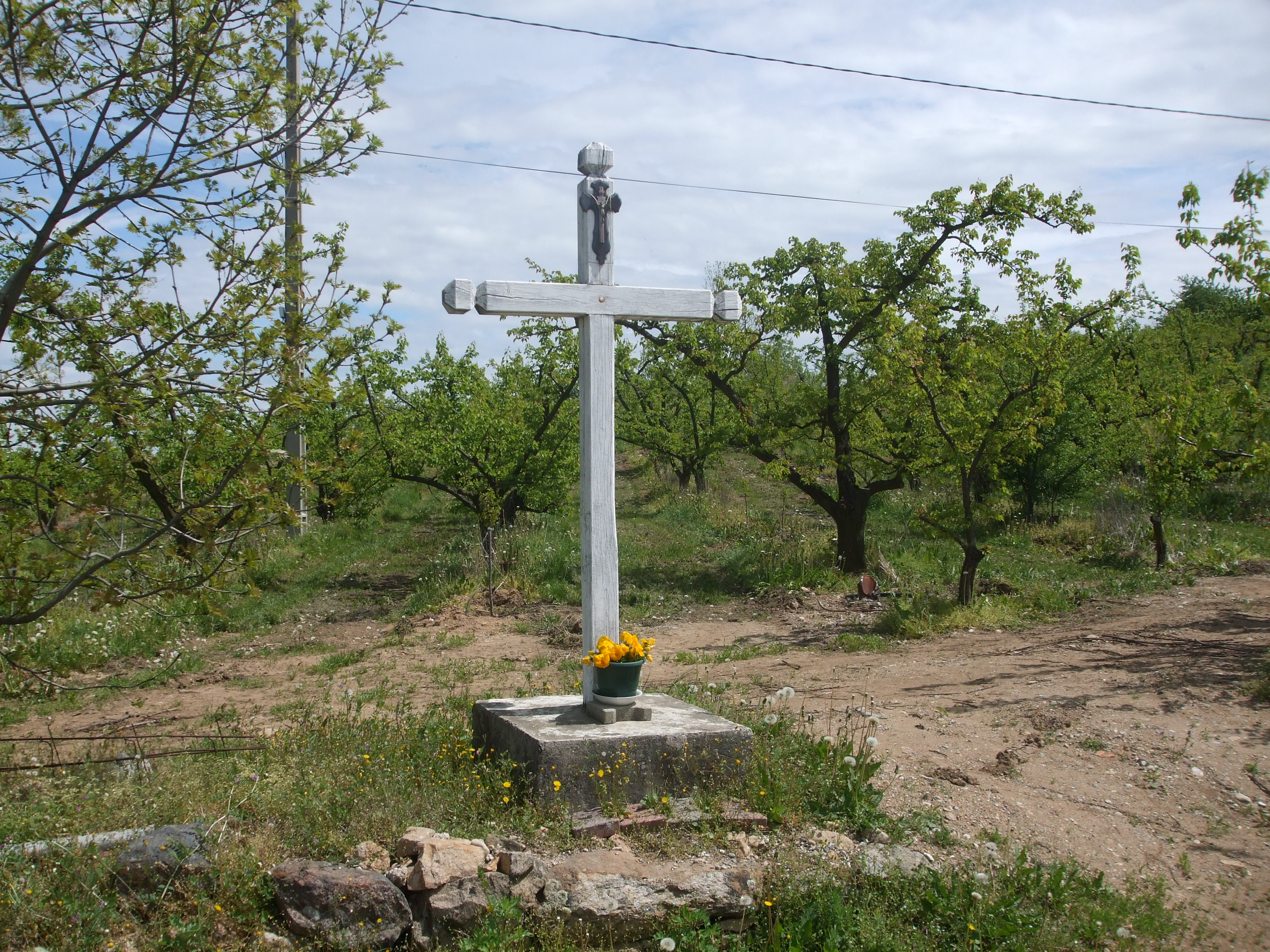
Flurkreuz Bonneton
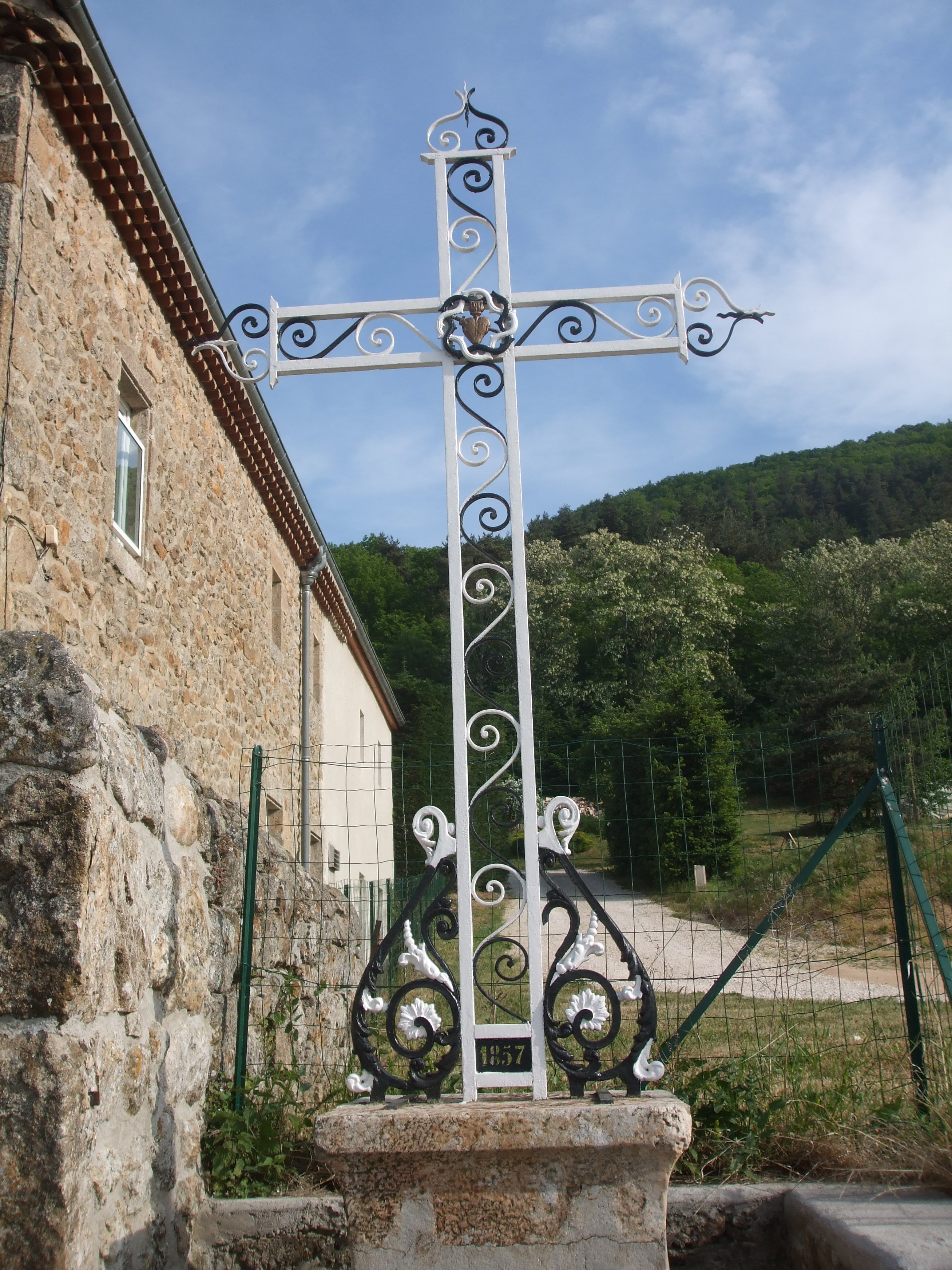
Flurkreuz am Schulhaus
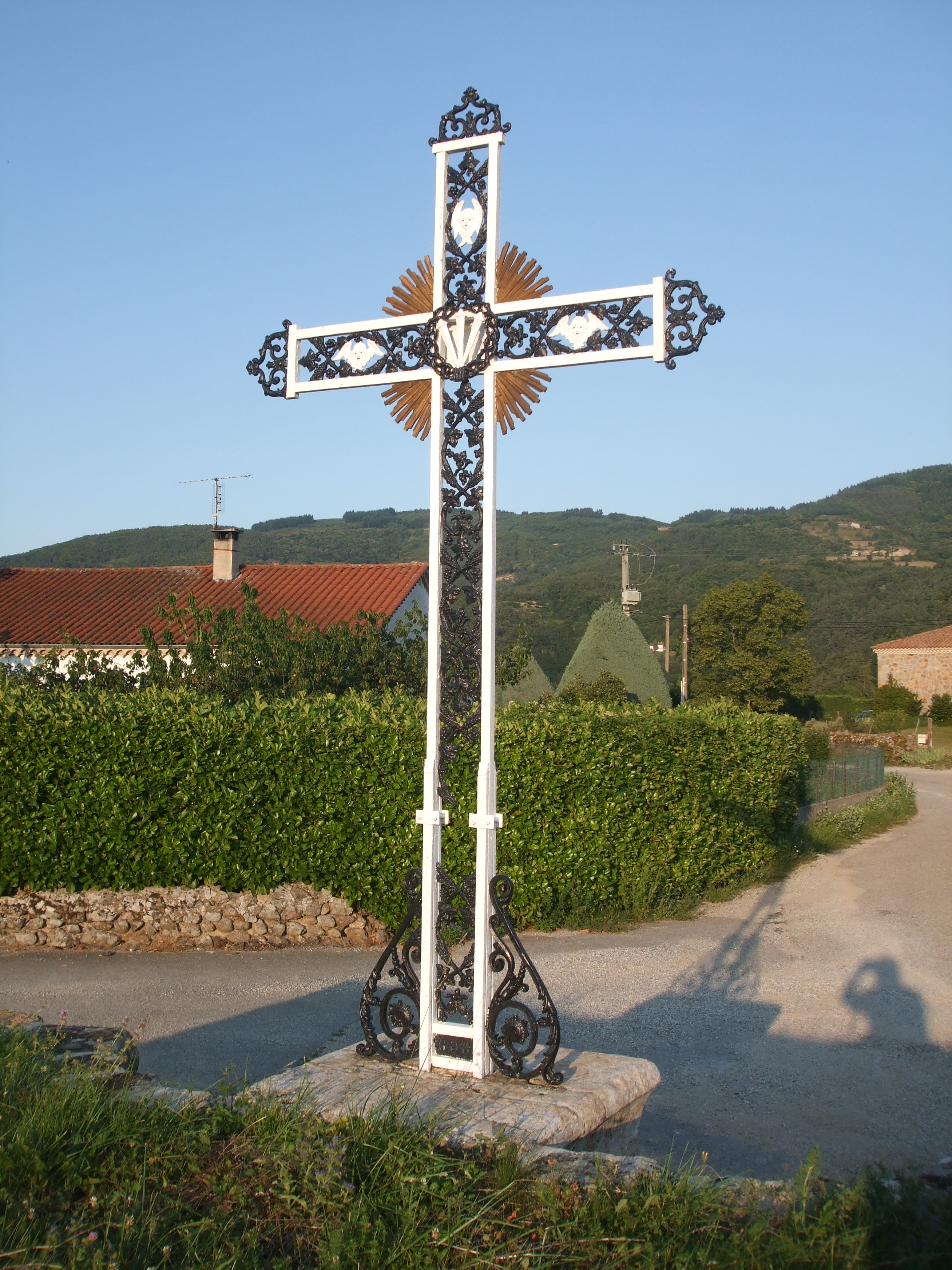
Flurkreuz Monteil
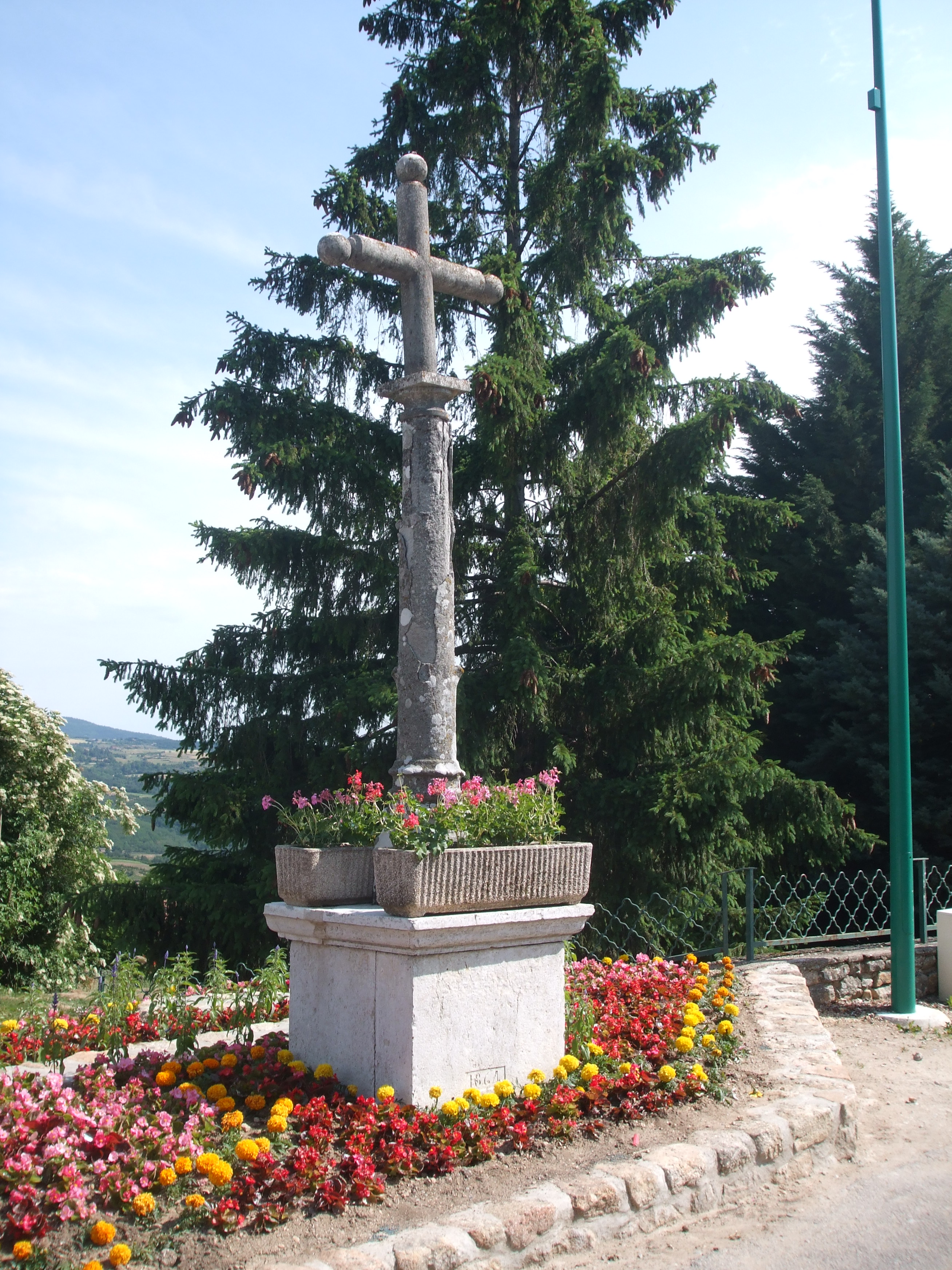
Flurkreuz an der Straße nach Boucieu-le-Roi
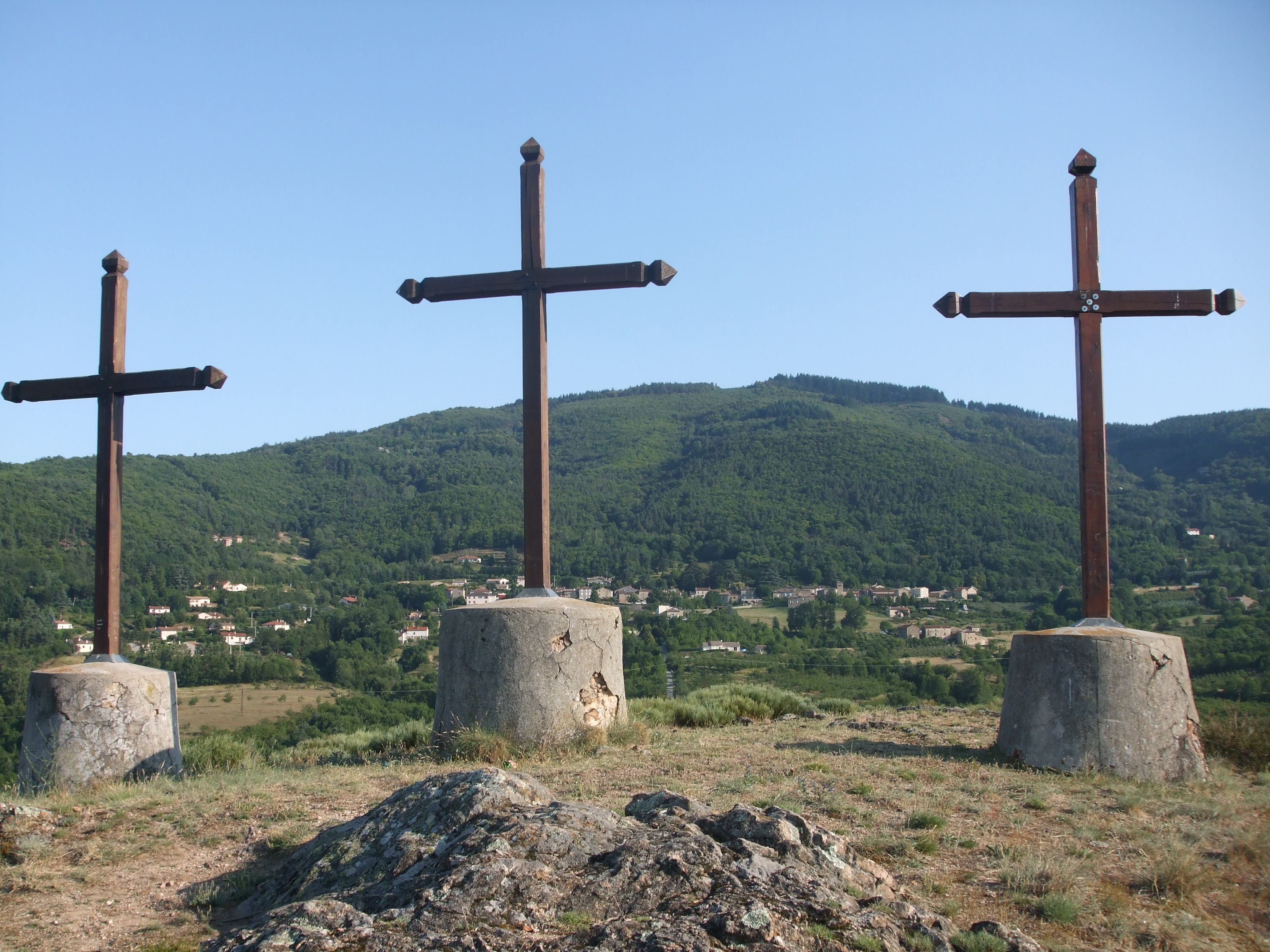
Drei Flurkreuze in Crestet
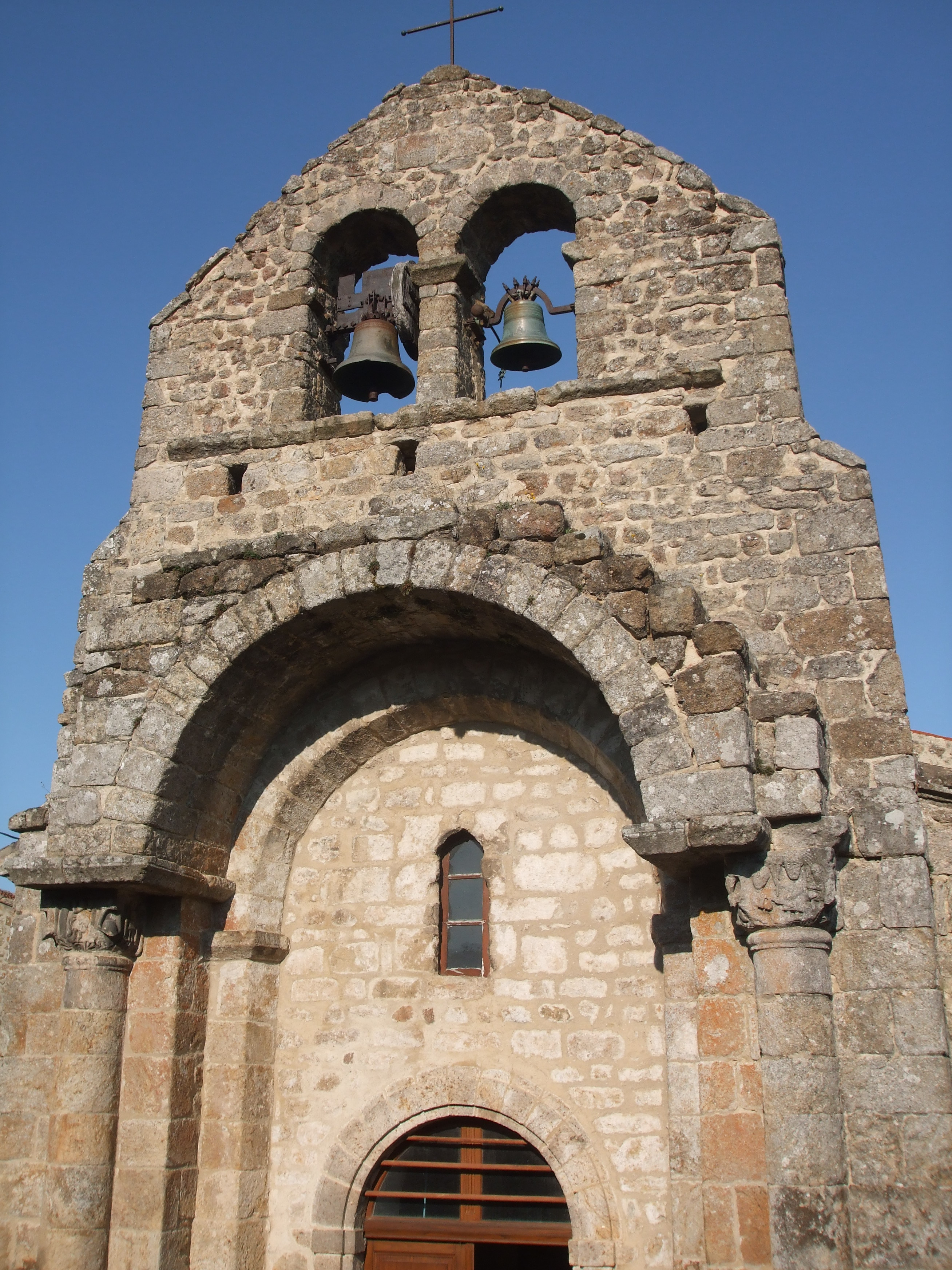
Kirche Saint-Pierre
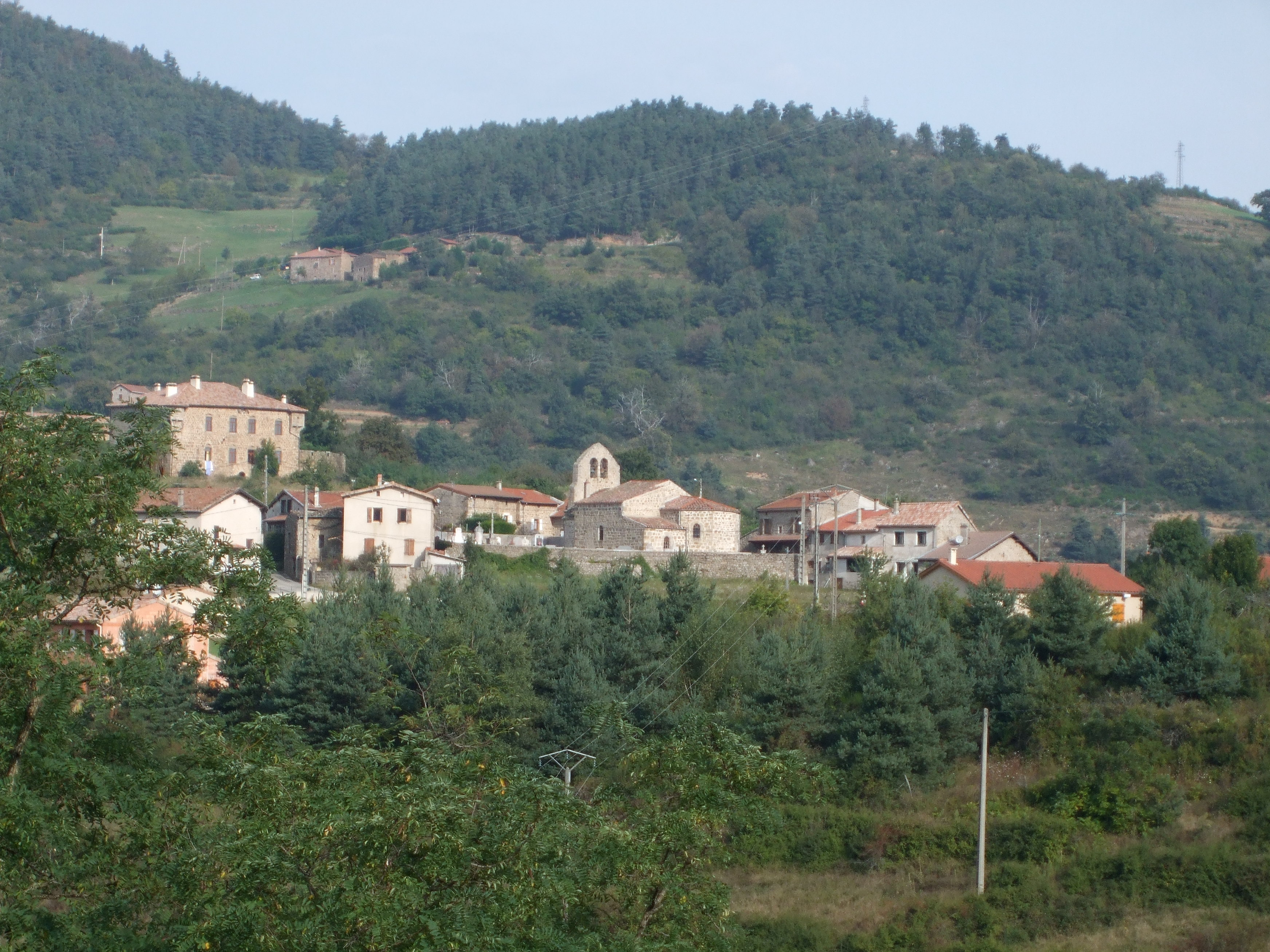
Ortsteil Monteil

## Gemeindepartnerschaften
- Orco Feglino, Italien